# SOB E 3/3
Die Schweizerische Südostbahn (SOB) besass insgesamt elf Dampflokomotiven des Typs E 3/3. Die ersten vier wurden zwischen 1878 und 1887 von der Maschinenfabrik Esslingen noch an die Wädenswil-Einsiedeln-Bahn geliefert. Die restlichen sieben Lokomotiven wurden von der Schweizerischen Lokomotiv- und Maschinenfabrik (SLM) in Winterthur 1891 geliefert. Der Kaufpreis betrug zwischen 42’500 und 45’800 Schweizer Franken.

## Technisches
Die Lokomotiven waren an die Welti-Maschinen (NOB Ed 2/2) angelehnt, besassen aber anstelle des Walzenrades eine dritte Achse. Während die Abmessungen der Räder, der Achsstand und der Dampfdruck gleich blieben, wurden ein leistungsfähigerer Kessel eingebaut und die Vorratsbehälter vergrössert, es wurden also die entdeckten Fehler behoben.
Bei den durch die SLM nachgebauten Lokomotiven wurde ein verstärkter Rahmen eingebaut, was zu einer Gewichtszunahme führte, während die übrigen Abmessungen und die Leistung gleich blieben.
Die ersten drei Lokomotiven erhielten zwischen 1895 und 1895 einen zweiten Kessel, der baugleich mit dem der Nummer 5–11 war und von der SLM geliefert wurde.
Die Lokomotive besass eine Gegendruckbremse, welche allerdings einen sehr hohen Verschleiss an den Zylindern zur Folge hatte.

## Betriebliches

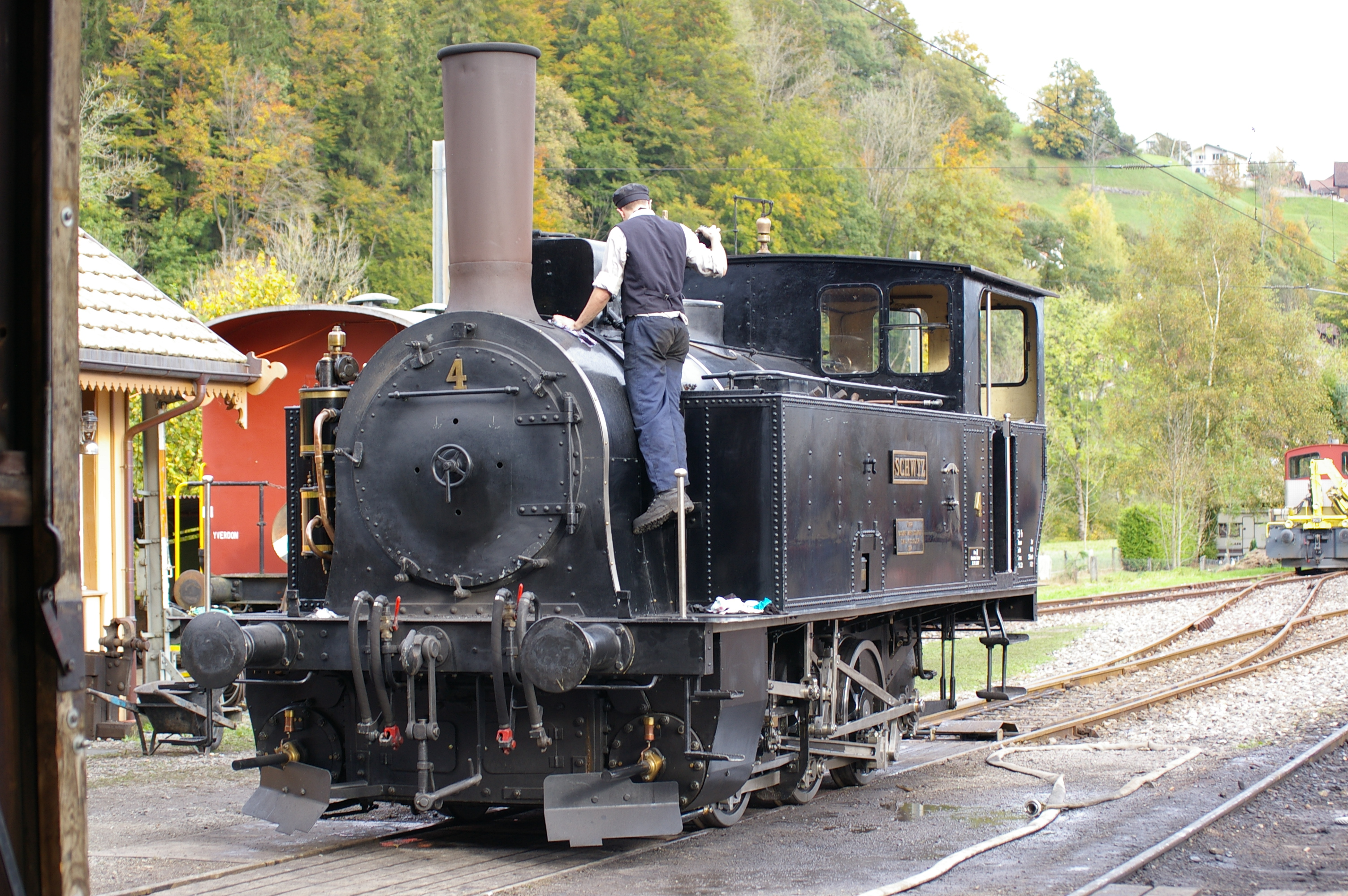
Ed 3/3 Nr. 4 Schwyz des DVZO vor dem Lokomotivschuppen im Bahnhof Bauma.

Diese elf Lokomotiven trugen bis 1910, als die beiden Ed 4/5 geliefert wurden, den gesamten Verkehr der Bahn. Mit der Elektrifizierung wurden sie überflüssig. Sie wurden entweder verschrottet oder verkauft. Die Nummer 4 wurde, nachdem sie zwischenzeitlich als Industriedampflok tätig war, 1976 in Wädenswil als Denkmal aufgestellt. Sie konnte vom Dampfbahn-Verein Zürcher Oberland (DVZO) 2007 wieder betriebsfähig hergerichtet und in Betrieb genommen werden.
Zur Beförderung eines schweren Pilgerzuges mussten bis zu fünf Lokomotiven dieses Typs an einem Zug eingesetzt werden. Deshalb musste manchmal auch auf Lokomotiven anderer Bahngesellschaften zurückgegriffen werden, um den Verkehr bewältigen zu können.